# Cat & Dog
《Cat & Dog》는 투모로우바이투게더의 첫 번째 미니 음반의 수록곡이자 후속곡이다. 2019년 3월 4일에 발표되었고, 2019년 5월 3일에는 영어 버전도 발표되었다.